# Relações entre França e Mônaco
Relações entre França e Mônaco refere-se às relações internacionais entre Mônaco e França. Os dois partilham uma relação especial.

## História
Só em 1419 fez Mônaco ganhar o controle de sua própria soberania de controle francês após Lamberto Grimaldi convencer o rei francês Carlos VIII a conceder-lhe a independência. O Rei Luís XII reconheceu Mônaco em 1512 com a assinatura de um documento que também declarou uma aliança perpétua com o rei da França. Seguinte regra pela Espanha, no início de 1600 Mônaco prosperou novamente sob Honoré II que fortaleceu os laços com a França, um relacionamento que durou nesta capacidade para os próximos duzentos anos. No Tratado de 2 de Fevereiro (1861) Príncipe Carlos III cedeu soberania monegasca sobre as cidades de Menton e Roquebrune (agora Roquebrune-Cap-Martin) em troca de total independência da França. Seguindo Primeira Guerra Mundial, um tratado assinado em 27 julho de 1919, bem como o artigo 436 do Tratado de Versalhes, colocar mais uma vez Mônaco sob proteção francesa limitado  e afirmou a relação especial. Estas relações continuam até os dias atuais com o governo assumindo a responsabilidade francesa para a defesa de Mônaco, embora este último tem apenas uma força policial pequena. Também foi estabelecido um acordo legal mútua e um regime comum entre os dois países; eles também assinaram o Tratado de 1945 e do Acordo de 1963 no reforço da sua relação.
Em 2002, as leis decorrentes do Tratado de Versalhes que regiam as relações entre Monaco e França foram renegociados. Ele foi finalmente ratificado em 2005 com novos termos que: atualizados representação da França a partir de um consulado para que de uma embaixada; permitida outros países a credenciar embaixadores para Mônaco; e, reconhecido formalmente da decisão Grimaldi  esquema de sucessão dinástica que foi inicialmente previsto na Constituição de 1962, e que também se estendeu a elegibilidade para as filhas do príncipe reinante e outros membros da família.

## Laços econômicos
O Serviço Europeu de Ação Externa tem trabalhado com Mônaco em suas iniciativas através da relação com a França. Monaco foi assim integrado no espaço Schengen. O Conselho de Ministros da UE autorizou a França a negociar um acordo monetário que permita Mônaco inter alia a utilização do euro como sua moeda oficial, conceder o estatuto legal para o euro e para emitir uma quantidade limitada de moedas em euros com as suas próprias faces. Ele também assinou um acordo com o Mónaco no que diz respeito à aplicação da legislação EEO em produtos farmacêuticos, cosméticos e dispositivos médicos que foi promulgada em 01 de maio de 2004. No entanto, os bens produzidos em Mônaco não seria assimilado produtos de origem SEAE. Um acordo sobre a tributação da poupança entrou em vigor em 1 de Julho de 2005.
Mônaco é totalmente integrado em uma união aduaneira com a França, que também permite a participação no sistema de mercado da UE. As últimas coletas e deveres descontos comerciais com Monaco. O euro foi adotado como moeda oficial em 01 de janeiro de 2002.

## Relações culturais
Os dois países compartilham o francês como língua oficial, embora o monegasco é derivado do francês e italiano, embora seja uma variedade de laços étnicos de Ligure. Mônaco também incluem francês (e italianos) nacionais com mais de metade da população do país. Cozinha francesa também é prevalente em Mônaco.
Aproximadamente dois terços dos 30.000 postos de trabalho de Mônaco são preenchidos por trabalhadores da vizinha cidades francesas (e italianos).

## Relações consulares

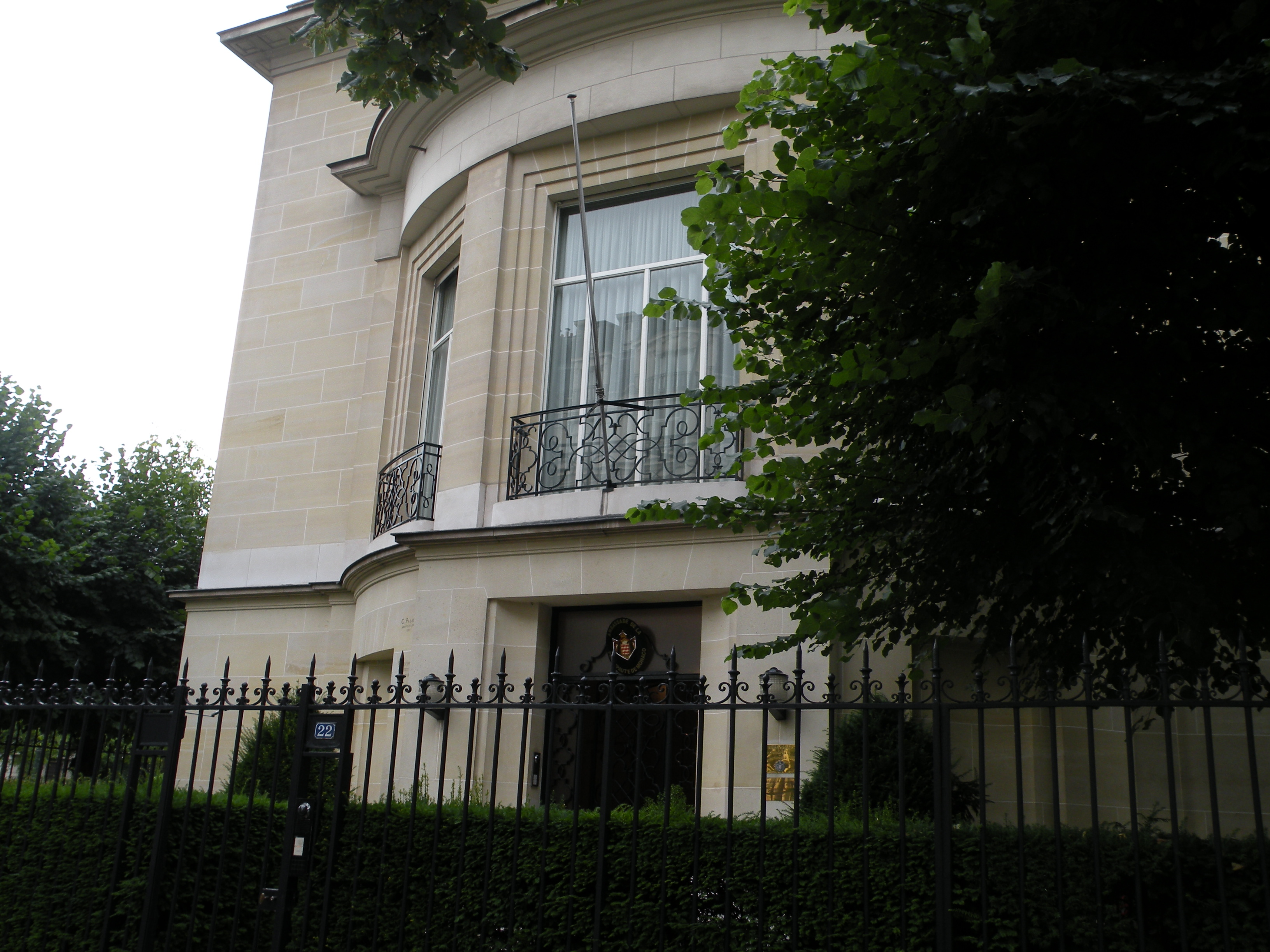
Embaixada de Mônaco em Paris

França, juntamente com a Itália, é o único país a ter uma embaixada permanente em Mônaco. Mônaco também tem uma embaixada na França (um dos nove embaixadas que tem toda a Europa e os Estados Unidos).

### Politicas monegascas
Em 1962, a recusa de Mônaco para impor um imposto sobre ambos os seus moradores e empresas internacionais causou problema nas relações. No entanto, foi resolvido com um acordo que os cidadãos franceses com menos de cinco anos de residência em Mônaco e empresas que fazem mais de 25 por cento de seus negócios fora do país seriam tributados a taxas franceses. A crise também levou uma nova constituição e a restauração do Conselho Nacional. Entre os decretos da nova Constituição são a nomeação do príncipe de um Conselho de Governo, que consiste de um ministro de Estado que é um cidadão francês e selecionado para um mandato de três anos a partir de um grupo de altos funcionários franceses selecionados pelo governo francês. Ele é o representante do príncipe e é encarregado das relações externas, serviços de Diretor Executivo, da polícia e do Conselho de Governo. Ele também escolhe três membros do conselho: uma para cuidar da economia e das finanças; um para os Assuntos Internos; e, um para os assuntos sociais. Todos os ministros são responsáveis perante o príncipe de Mônaco.
O sistema jurídico de Mônaco também é modelado sobre o Código Napoleônico e semelhante à da França.
Mônaco também concordou em exercer os seus direitos de soberania, em conformidade com os interesses franceses.